# 松風はる美
松風 はる美（まつかぜ はるみ、1933年1月3日 - ）は、日本の女優。本名：田辺 治美。旧芸名：松風 涼子（まつかぜ りょうこ）、松風 光月代（まつかぜ みつよ）、松風 利栄子。
東京都出身。東映出身。プロモーション・プラスワンを経て、エ・ネスト所属。
夫は俳優の江見俊太郎。

## 来歴・人物
1950年に宝塚歌劇団に宝塚歌劇団37期生として入団する。同期生に鳳八千代や大和七海路らがいる。宝塚入団時の成績は43人中21位。役柄は男役。配属組は最初、星組でその後、花組異動となる。1956年7月31日に退団する。最終出演公演の演目は花組公演『春の踊り(美しき日本)』である。その後は映画、舞台、テレビドラマなどで活動する。
特技は日本舞踊。趣味は西洋舞踊。

## 出演

### 映画
- 修羅時鳥（1957年）
- 抜打ち浪人（1957年）
- さけぶ雷鳥（1957年）
- さけぶ雷鳥 第二部（1957年）
- さけぶ雷鳥 解決篇（1957年）
- ふり袖太鼓（1957年）
- はやぶさ奉行（1957年）
- 花吹雪 鉄火纏（1957年）
- ひばり捕物帖 かんざし小判（1958年）
- 月の話奇談 変幻胡蝶の雨（1958年）
- 変幻胡蝶の雨・月の輪族の逆襲（1958年）
- 伊那の勘太郎（1958年）
- 殿さま弥次喜多 怪談道中（1958年）
- 小天狗霧太郎 完結篇（1958年）
- 鞍馬天狗（1959年）
- あばれ街道（1959年）
- 紅だすき喧嘩状（1959年）
- はやて紋三郎（1959年）
- 里見八犬伝（1959年）
- 里見八犬伝 妖怪の乱舞（1959年）
- 里見八犬伝 八剣士の凱歌（1959年）
- 富獄秘帖（1959年）
- 富獄秘帖 完結篇（1959年）
- 大江戸の侠児（1960年）
- 御存じいれずみ判官（1960年）
- 蛇神魔殿（1960年）
- あやめ笠 喧嘩街道（1960年）
- ひばり捕物帖 折鶴駕篭（1960年）
- 次郎長血笑記 殴り込み荒神山（1960年）
- 天竜母恋い笠（1960年）
- 花かご道中（1961年）
- 幽霊五十三次（1961年）
- 怪談お岩の亡霊（1961年）
- 権九郎旅日記（1961年）
- ひばりのおしゃれ狂女（1961年）
- 忍者狩り（1964年）
- しゃぶりつくせ（1965年）
- さくら盃 義兄弟（1969年）

### テレビドラマ
- 特別機動捜査隊（NET）
  - 第91話「浮草」（1963年）
  - 第106話「欲の決算」（1963年）
  - 第119話「満員電車」（1964年）
  - 第135話「エゴイスト」（1964年）- 富恵
  - 第282話「大都会の墓場」（1967年） - パーラーの女
  - 第347話「ゆきずりの女」（1968年）
  - 第369話「晩秋の女」（1968年）
  - 第411話「アバンチュールの女」（1969年）
  - 第418話「地獄の裏側」(1969年） - いさ子
  - 第445話「ある終局」（1970年） - くに子
  - 第471話「東京が見える町」（1970年） - 淳子
  - 第489話「風の中の姉妹」（1971年） - 律子
  - 第512話「高倉主任誕生」（1972年） - 南夫人
  - 第541話「光と影のブルース」（1972年） - 桃子
  - 第567話「女を棄てた女たち」（1972年） - 陽子
  - 第577話「十八才の女」（1972年） - 倉田美子 役
  - 第634話「豊かなる不幸」（1973年） - 千加子
  - 第636話「つめたい故郷の風」（1974年） - 千代
  - 第651話「姿なき脅迫者」（1974年） - のぶ子
  - 第677話「十円玉の謎」（1974年） - 恭子
  - 第677話「進軍ラッパは鳴りわたる」（1975年） - ルミ
  - 第777話「わたしは尼寺へ行きたい」（1976年） - 昌代
  - 第777話「とめてくれるなおっ母さん」（1976年） - 松原千代 役
  - 第795話「愛の終着駅」（1977年） - お芳
  - 第801話「浮気の報酬」（1977年） - 美弥子
- アッちゃん（1965年、NTV） - 牛山ソメ子の母 役
- 渥美清の泣いてたまるか（TBS）
  - 第2話「やじろべえ夫婦」（1966年）
  - 第53話「先生追い出される」（1967年）
- 七人の刑事 第2シーズン 第230話「悪の流れ」（1966年、TBS）
- 東芝日曜劇場（TBS）
  - 天国の父ちゃんこんにちは
    - その4（1967年）
    - その5（1968年）
- フジ三太郎 第3話「二人はともだち」（1968年、TBS）
- 女殺し屋 花笠お竜 第13話「どけちな奴ほどなが生きする」（1969年、12ch）
- 炎の青春 第4話「猪がアクセル踏んだ」（1969年、NTV）
- 鬼平犯科帳（NET / 東宝）
  - 第1シリーズ（1970年）
    - 第19話「霧（なご）の七郎」 ‐ おとめ 役
    - 第49話「神田明神裏」- お艶 役
    - 第60話「罠」 - おみね 役

  - 第2シリーズ 第15話「下段の剣」（1972年） - おかね 役
- 旗本退屈男 第21話（1971年、CX）
- 人形佐七捕物帳 第8話「飾り羽子板三人娘」（1971年、NET） - 辰源のお市 役
- 大忠臣蔵（1971年、NET）
- 天皇の世紀 第一部 第8話「降嫁」（1971年、ABC） - 観行院 役
- 一心太助 第9話「怪盗の恋」（1971年、CX） - 老女
- なんたって18歳! 第6話「お金儲けは楽じゃない」（1971年、TBS）
- おらんだ左近事件帖 第11話「帰って来た男」（1971年、CX）
- 火曜日の女シリーズ / 喪服の訪問者（1971年、NTV）
- ケーキ屋ケンちゃん 第5話「大きな兄妹と小さな兄妹」（1972年、TBS）
- 怪談 第7回「地獄へつづく甲州路」（1972年、MBS）
- 荒野の素浪人 第1シリーズ 第8話「復讐 黒羽の女」（1972年、NET）
- 姫君捕物控（1972年、NTV）
- 怪談 第7回「地獄へつづく甲州路」（1972年、MBS） - おふみ
- 太陽にほえろ!（NTV）
  - 第10話「ハマッ子刑事の心意気」（1972年） - クラブ「ラン」ママ 役
  - 第52話「13日金曜日マカロニ死す」（1973年）
  - 第112話「テキサス刑事登場」（1974年） - 上田夫人 役
  - 第137話「ありがとう、テキサス坊や」（1975年） - 極東観光の女性客
  - 第224話「保証人」（1976年） - 主婦
- マドモアゼル通り（1973年、NTV）
  - 第16話「はるかに遠い星」
  - 第18話「あの星に挑戦!」
  - 第21話「成功の甘いかおり」
- 旗本退屈男 第1話「赤い足袋の死体」（1973年、NET）
- 土曜日の女シリーズ / 闇に浮かぶ微笑み（1973年、NTV）
- 非情のライセンス（NET / 東映）
  - 第1シリーズ
    - 第15話「兇悪の像」（1973年） - 西沢亜矢子 役
    - 第44話「兇悪の野良犬」（1974年） - ママ

  - 第2シリーズ 第89話「兇悪犯指名手配」（1976年） - 小料理屋のママ
- 走れ!ケー100 第51話「進め! 夕日のかなたへ -沖縄の巻-」（1974年、TBS）
- 右門捕物帖（1974年、NET）
  - 第13話「左刺しのヒ首」
  - 第38話「逆転」
- がんばれ!!ロボコン 第3話「ギャーオ! おいらつぶされる!!」（1974年、NET） - ママの友人
- 若い!先生 第16話「小さな愛が咲いた」（1974年、TBS） - 安岡妙子 役
- 江戸の旋風シリーズ（CX）
  - 江戸の旋風 第44話「親子武士道」（1976年）
  - 江戸の旋風II（1976年）
    - 第18話「黒い狐狩り」
    - 第26話「花盗人」

  - 江戸の旋風III 第14話「罠には罠を!」（1977年）
- 大都会 闘いの日々 第14話「もう一人の女」（1976年、NTV）
- 青春の門 第一部 第1話、第5話（1976年、MBS）
- 伝七捕物帳（1977年、NTV）
  - 第138話「義母の心 娘知らず」
  - 第141話「懺悔に咲いた父娘舟」 - おれん 役
  - 第154話「狙われた赤ン坊」- おきた
- 破れ傘刀舟悪人狩り 第127話「復讐の赤い矢」（1977年、NET）
- 快傑ズバット 第6話「海にほえるマシンガン」（1977年、12ch） - 香代子
- 大江戸捜査網（12ch→TX / 三船プロ）
  - 第286話「張り込み!」（1977年）
  - 第440話「消えた一万両の花嫁」（1980年）
  - 第517話「白い肌に咲く牡丹の刺青」（1981年）
- 特捜最前線 （ANB）
  - 第11話「傷だらけの兄弟愛」（1977年）
  - 第44話「非情の罠・金、女、賭博!?」（1978年）
- 達磨大助事件帳 第5話「獄門台の赤い雨」（1977年、ANB） - お小夜 役
- 新妻に捧げる歌（1978年、CX）
- 消えた巨人軍（1978年、NTV） - 長谷川夫人
- 平岩弓枝ドラマシリーズ / 江戸紫の女（1979年、CX）
- 土曜ワイド劇場（ANB）
  - 結婚しない女 死の羽田発397便（1980年）
  - 古都金沢 雪の殺意（1990年）
  - 考古学者シリーズ 第10作「美人コンパニオン殺し」（1992年）
  - 運命の銃口（1992年、ABC）
  - 久我京介シリーズ 湖畔の別荘 殺しのパズル（1994年）
  - 天才・神津恭介の殺人推理 第1作「時速240km東北新幹線遠隔殺人トリック!」（1997年）
  - 江戸ッ子探偵殺人案内 第2作（1999年）
  - ヤメ検の女 第5作（2014年） - 相原努の母 役
- 電子戦隊デンジマン 第15話「悪の園への招待状」（1980年、ANB） - 上松剛の母 役
- ザ・ハングマンシリーズ（ABC）
  - ザ・ハングマン 第20話「恐怖の水中逆さ吊り」（1981年） - 「モンド・ド・プラティン」ママ
  - 新ハングマン 第1話「令嬢を情婦に堕した悪徳署長」（1983年） - 水原夫人
  - ザ・ハングマン4 第10話「エリートの父親が隠し子の命を狙う!」（1984年） - 料亭女将
- 傑作推理劇場 / 消えた献本（1981年、ANB）
- 幻之介世直し帖 第19話「御赦免花は二度咲かぬ」（1982年、NTV）
- 文吾捕物帳 第15話「かわいい女」（1982年、ANB）
- 右門捕物帖 第12話「江戸から消えた女」（1983年、NTV）
- 暁に斬る! 第19話「(秘)尼寺の闇をあばけ」（1983年、KTV）
- わたしの姑ばなれ（1984年、THK）
- 木曜ゴールデンドラマ / 家庭内離婚!?（1985年、YTV）
- 華の嵐（1988年、THK） - 芳 役
- 華の別れ（1989年、THK）
- 水戸黄門 第21部 第21話「身ぐるみ剥がれた黄門様 -伊丹-」（1992年8月24日、TBS / C.A.L） - おせつ 役
- 法医学教室の事件ファイル 第1シリーズ 第10話「幼女に殺意が!? 女医の苦悩」（1992年、ANB） - 石吹文江 役
- 金曜エンタテイメント（CX）
  - 赤い霊柩車シリーズ 第5作「華やかな誤算」（1996年） - 夕子の母親
  - おばさんデカ 桜乙女の事件帖 第4作「資産家母娘が連続死!!」（1996年）
- 官僚たちの夏（1996年、NHK）
- はぐれ刑事純情派（ANB）
  - 第9シリーズ 第3話「幼児誘拐!? 母親失格の女」（1996年）
  - 第12シリーズ 第17話「5分間だけの新婚旅行!? 説教する女!」（1999年） ‐ 村上明子 役
  - 第14シリーズ 第14話「美人は得?キレイになりたい女の逆襲!?」（2001年）
  - 第15シリーズ 第18話「ご近所付き合いの殺意! 引き裂かれた朝顔!?」（2002年） - 井川国子 役
  - 第17シリーズ（2004年） - 鎌田澄江 役
- ドラマ家族模様 / 晴れ着ここ一番 第9話「老舗の意地」（2000年、NHK）
- 女と愛とミステリー / 北アルプス山岳救助隊・紫門一鬼 第2作「北アルプス白馬連峰殺人山行」（2001年、TX） - 町田昭夫の母 役
- 月曜ミステリー劇場（TBS）
  - 上条麗子の事件推理 第3作「死を呼ぶ遺産相続」（2003年） - 渡辺菊代 役
  - 警察庁・内偵監察官 桜沢葵の事件簿（2005年）
- 相棒（2016年） - 大庭宮子 役
- 定年女子（2017年） ‐ 中山ナツ 役
- 警視庁ゼロ係（2018年） ‐ 吉岡ちえこ 役

### 舞台
- 鞍馬天狗
- 貴様と俺
- 里見八犬伝
- コシノものがたり
- 暴れん坊将軍

### Vシネマ
- 呪怨2（2000年） - 鈴木ふみ

### バラエティー番組
- クイズ!脳ベルSHOW